# Heinrich Krause
Heinrich Krause (* 9. Juni 1885 in Rodaun; † 30. Juli 1983 in Wien) war ein österreichischer Maler der Zwischenkriegszeit.

## Leben
Heinrich Krause erhielt seine Ausbildung an der Wiener Akademie bei den Professoren Julius Victor Berger und Christian Griepenkerl, 1903 bei Kasimir Pochwalski und schließlich bei Albin Egger-Lienz, von dem er nachhaltig beeinflusst wurde. Er war 1905 Teilnehmer am Preisausschreiben um Reklameentwürfe für  Gemeinschaftswerbung von Ludwig Stollwerck und Otto Henkell. Sein Entwurf wurde von den Preisrichtern zum Ankauf für 200 M. empfohlen.
Anschließend hielt er sich mit seinem Rom-Preis ein Jahr in Italien auf. 1914 bis 1937 war er Mitglied der Wiener Secession. Ab 1937 wurde er Mitglied, später Ehrenmitglied des Wiener Künstlerhauses.
Seine Werke wurden in Rom, Düsseldorf, Saarbrücken, Triest, Genua und Bukarest ausgestellt. In Österreich stellte er in der Secession und im Wiener Künstlerhaus aus. Werke von Krause sind im Besitz der Österreichischen Galerie im Schloss Belvedere, des Wien Museums, der Albertina, des Heeresgeschichtlichen Museums sowie in verschiedenen Sammlungen des In- und Auslandes.
Heinrich Krause wurde am Hütteldorfer Friedhof bestattet.

## Auszeichnungen
- 1864 Ehrendoktorwürde der Universität Zürich
- 1925 Kunstpreis der Stadt Wien
- 1928 Österreichischer Staatspreis
- 1937 Österreichischer Staatspreis, Mitglied des Künstlerhauses
- 1940 Preis der Stadt Wien
- 1942 Goldene Ehrenmedaille des Wiener Künstlerhauses
- 1955 Goldener Lorbeer des Wiener Künstlerhauses
- 1961 Österreichisches Ehrenkreuz für Wissenschaft und Kunst
- 1963 Große goldene Ehrenmedaille des Künstlerhauses
- 1965 Staatspreis und Waldmüller-Ehrenpreis
- 1970 Preis des Bundesministeriums für Unterricht und Kunst

## Werke (Auswahl)
- Porträt Bundespräsident Wilhelm Miklas, Öl auf Leinwand, ca. 100 × 80 cm, Heeresgeschichtliches Museum, Wien.